# Пауэрлифтинг
Пауэрли́фтинг (англ. powerlifting; power — «сила, мощь» + lifting — «поднятие»), или силовое троеборье — силовой вид спорта, суть которого заключается в преодолении сопротивления предельно тяжёлого для спортсмена веса.
В качестве соревновательных дисциплин в пауэрлифтинг входят три упражнения: приседания со штангой на плечах, жим штанги лёжа на горизонтальной скамье и становая тяга штанги — которые в сумме определяют квалификацию спортсмена.
Эти три упражнения в бодибилдинге называются базовыми, так как при их исполнении в работу включаются сразу несколько суставов и, в той или иной степени, практически все мышцы. Эти упражнения рекомендуются начинающим спортсменам для набора общей мышечной массы и развития силы.
В пауэрлифтинге, в отличие от бодибилдинга, важны именно силовые показатели, а не красота и пропорциональность тела. Но многие известные бодибилдеры начинали с пауэрлифтинга либо занимались обоими видами спорта одновременно (например, Арнольд Шварценеггер, Ронни Коулмэн, Франко Коломбо).
При выступлении сравниваются показатели спортсменов одной весовой категории. Оценка идёт по суммарному максимально взятому весу во всех трёх упражнениях. При одинаковых показателях победа присуждается спортсмену, обладающему меньшей массой. При сравнении спортсменов разных весовых категорий может использоваться формула Уилкса, формула Глоссбреннера (WPC, WPO) или формула Шварца/Мэлоуна (НАП — Национальная ассоциация пауэрлифтинга), а также очки IPF (в федерации IPF).

## История
Пауэрлифтинг возник из упражнений, которые тяжелоатлеты использовали для увеличения результатов в основных движениях. Первоначально набор и порядок упражнений отличались от современных — кроме приседаний, жима лёжа и становой тяги, пауэрлифтинг включал сгибания рук со штангой стоя (подъём на бицепс), сидя, жим из-за головы и другие. Эти «странные», с точки зрения тяжёлой атлетики, упражнения, на рубеже 1940-х — 1950-х годов приобрели популярность на Западе, начали проводиться соревнования. А в 1950-х — 1960-х годах начал формироваться пауэрлифтинг в современном виде. К середине 1960-х годов были определены правила соревнований и стали регулярно проводиться чемпионаты национального уровня.
В конце 1950-х годов Великобритания имела свой вид пауэрлифтинга, называемый «strength set», состоящий из подъёма на бицепс, жима лёжа и приседаний, выполняемых именно в таком порядке. А в 1964 году прошёл первый неофициальный чемпионат США (Йорк, штат Пенсильвания). Amateur Athletic Union (AAU) провёл первый национальный чемпионат в 1965 году, на котором жим лёжа, приседания со штангой и становая тяга были уже соревновательными упражнениями.
В ноябре 1972 года основана Международная федерация пауэрлифтинга (IPF) и через год, в ноябре 1973 года в Гаррисберге (США) прошёл первый чемпионат мира. В 1980 году в Лоуэлле (штат Массачусетс, США) женщины впервые приняли участие в чемпионате мира, а в 1989 году IPF объединила мужской и женский чемпионаты.
В 1986 году основан Всемирный конгресс пауэрлифтинга (World Powerlifting Congress), позже появились и другие альтернативные международные организации.
Количество международных организаций пауэрлифтинга постоянно растёт но, несмотря на децентрализацию, которая присуща мировому пауэрлифтингу, наиболее известной и популярной остаётся Международная федерация пауэрлифтинга (IPF). IPF — единственная международная организация в пауэрлифтинге, являющаяся членом Ассоциации всемирных игр и Генеральной ассамблеи международных спортивных федераций. В 2004 году после длительного процесса IPF подписала кодекс WADA; с 1963 года пауэрлифтинг включён в программу Паралимпийских игр как «тяжёлая атлетика», с 1992 года — как пауэрлифтинг. В программе Паралимпиады один вид упражнения — жим штанги лёжа без экипировки. Количество стран-участниц — 115, в Паралимпийских играх 2000 года впервые принимали участие женщины.
В 1988 году в Красноярске состоялся первый чемпионат России по пауэрлифтингу. С этого времени он проходит ежегодно (см.: Чемпионаты России по пауэрлифтингу). В 1989—1992 годах разыгрывался чемпионат СССР по пауэрлифтингу.

## Современное состояние

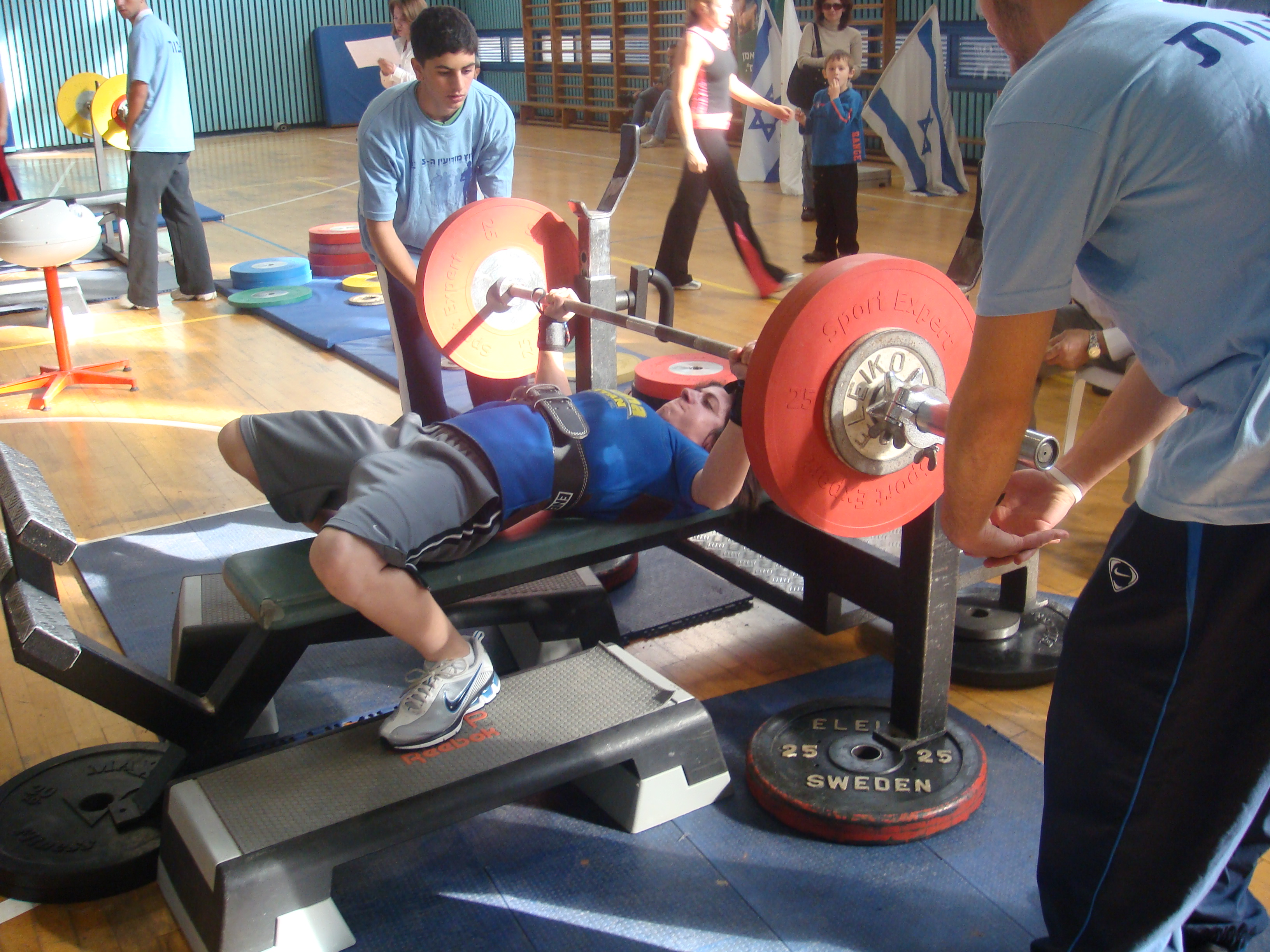
Спортсменка разминается на чемпионате IPA по жиму в 2007 году

Основной дисциплиной в современном пауэрлифтинге является троеборье — приседание, жим и тяга. Регламент перешёл по наследству от тяжёлой атлетики: в каждом упражнении по три подхода, если в упражнении вес не покорился ни разу, спортсмен выбывает с соревнований по троеборью, но судьи могут разрешить спортсмену продолжить борьбу за малые медали в отдельных упражнениях, если тот добросовестно выполнял свои подходы.
Кроме троеборья, проводятся соревнования по одному отдельно взятому движению, жиму штанги лёжа. Практически во всех федерациях были разработаны дополнительные нормативы для этого.
Наряду с обычным жимом штанги предельного веса, всё большую популярность приобретает многоповторный — народный жим (жим штанги с весом самого атлета на разы) и русский жим (жим штанги фиксированного веса на разы). Для людей с поражением опорно-двигательного аппарата жим лёжа является единственным доступным силовым упражнением.
В США популярно двоеборье Push-Pull, состоящее из жима и тяги.
Становая тяга как отдельная дисциплина тоже набирает популярность, во многих федерациях введены нормативы для неё.
В рамках организации НАП и WPA проводятся соревнования по «пауэрспорту», состоящие из подъёма на бицепс и армейского жима.
Большое количество федераций предлагает разный по своему характеру пауэрлифтинг. Соревнования по версии WPO или НАП больше напоминают яркое шоу — громадные веса, многослойная экипировка («скафандры» и «домкраты», по мнению противников такой экипировки), спортсменов «заводят» пощёчинами и нашатырём. Другой пауэрлифтинг предлагает IPF, дающая зрителям традиционное спортивное состязание, где правилами прямо запрещено бить спортсменов по лицу и нюхать нашатырь перед зрителями.

## Упражнения
Те же упражнения, что в пауэрлифтинге, используются в подготовке спортсменов во многих других видах спорта — бодибилдинге, тяжёлой и лёгкой атлетиках, единоборствах и т. д. Но выполнение соревновательных упражнений на помосте отличается от тех же упражнений в тренировочном процессе других спортсменов.

#### Примеры требований к выполнению упражнений в федерации IPF
- упражнение выполняется строго по командам и с разрешения судьи, за невыполнение подход не засчитывается;
- не допускается двойных движений.

##### По приседаниям
- в приседании должна быть достаточная глубина, обычно тазобедренный сустав должен опуститься ниже коленного;
- за падение штанги во время приседаний спортсмен наказывается;
- начало выполнения упражнения и возврат штанги на стойки после выполнения упражнения только по команде судьи;
- ширина постановки ног на усмотрение спортсмена;
- положение штанги на спине строго регламентировано.

##### По жиму
- жим штанги происходит в три команды судьи — «Старт» (штанга опускается до касания тела спортсмена), «Жим» (подаётся после видимой паузы, длина паузы на усмотрение судьи), «Стойки» (после выжимания штанги на прямые руки, штанга по команде судьи возвращается на стойки);
- жимы в «касание» или «отбив», а также подача штанги не на прямые руки, а сразу в нижнее положение не считаются соревновательными жимами в понимании IPF. Допускается вдавливание штанги в грудь, если не судья не давал команды «Жим» и не увидел двойного движения;
- не допускается отрыв пяток, изменение положения ног, отрыв головы, ягодиц или лопаток от скамьи (в альтернативных федерациях могут быть менее строгие правила);
- ширина хвата на усмотрение спортсмена (на грифе должны иметься отметки, показывающее крайнее положение указательных пальцев); хват открытой ладонью («обезьяний» хват) и обратный хват запрещены.

##### По тяге
- способ выполнения тяги — «сумо» или классическая, ширина постановки ног или хват на усмотрение спортсмена;
- запрещены поддержка штанги бёдрами и использование лямок;
- плечи должны зайти за плоскость грифа;
- движение штанги вниз во время отведения плеч не считается двойным движением;
- начало подъёма штанги происходит без команды, опускание на помост — по команде.

## Экипировка в пауэрлифтинге
Экипировка в пауэрлифтинге бывает поддерживающей (усиливающей) и неподдерживающей. Последняя является обязательной во всех официальных соревнованиях и разрешена в «безэкипировочном» и «экипировочном» пауэрлифтинге без ограничений. К обязательной относятся:
- широкий пояс для пауэрлифтинга или пояс для тяжёлой атлетики;
- эластичное трико («борцовка»);
- мягкая футболка с рукавами («Т-майка»);
- длинные носки, щитки или гетры для защиты ног в тяге.

Дополнительно разрешаются:
- штангетки или специальная обувь для приседаний;
- тапочки или специальная обувь для тяги;
- мягкие неопреновые наколенники;
- тяжелоатлетические напульсники вместо кистевых бинтов.

Обычно под термином «экипировка» понимают именно поддерживающую экипировку.

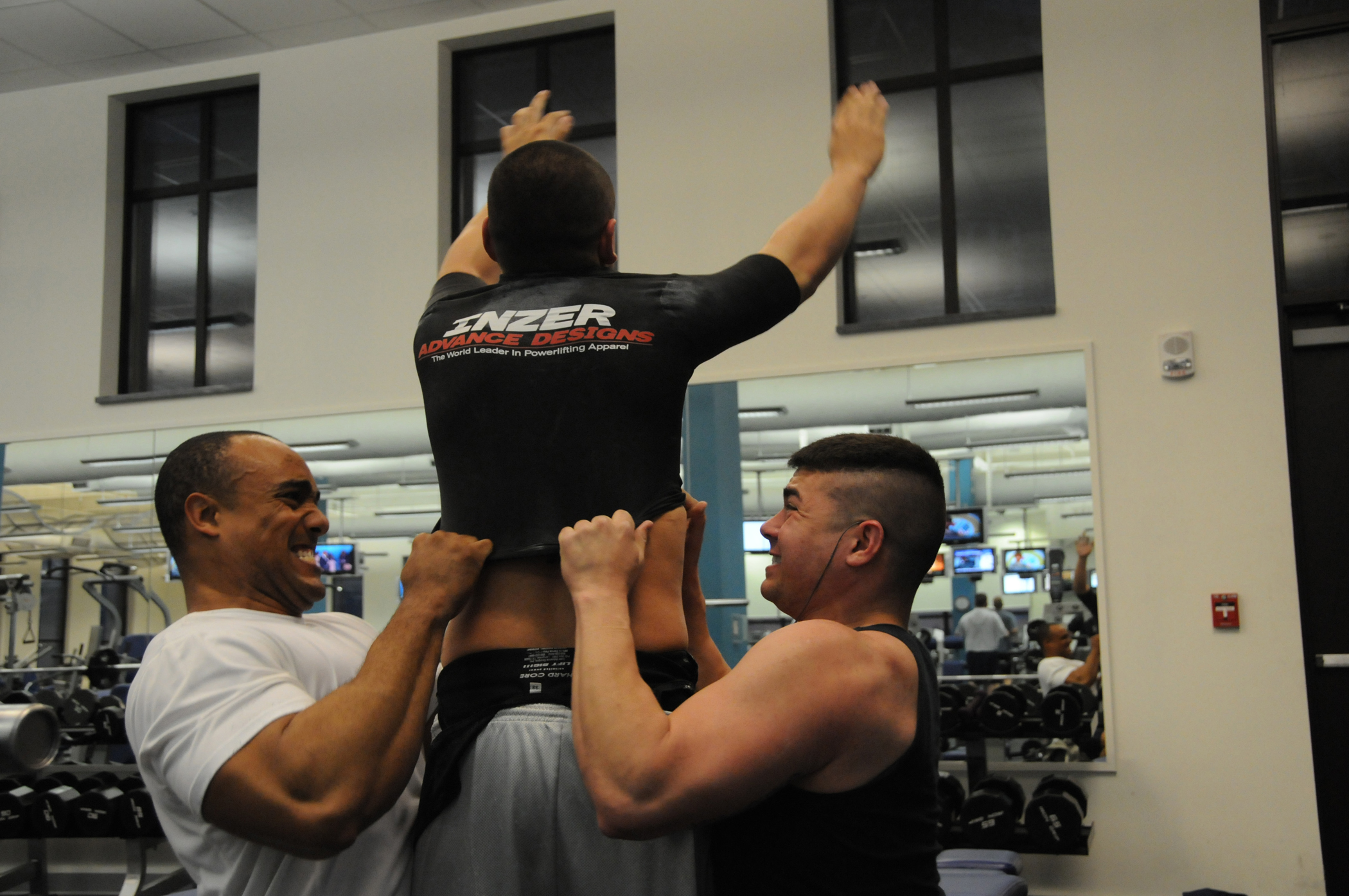
Надевание жимовой майки

На данный момент в пауэрлифтинге применяется следующая поддерживающая экипировка:
- бинты на колени и на запястья;
- майка для жима лёжа;
- майка для приседаний и становой тяги;
- комбинезон для приседания;
- комбинезон для становой тяги;
- некоторые другие: Sling Shot (слингшот), пояс для жима.

Поддерживающая экипировка в пауэрлифтинге появилась с целью защиты от травм, при этом за счёт жёсткости ткани дала прибавку в 5-15 кг в каждом движении. Со временем производители экипировки для пауэрлифтинга значительно улучшили её, что средняя прибавка в каждом упражнении достигла 50 кг, а максимальная доходит до 150, в отдельных случаях — ещё больше. Например, Райан Кеннелли в многослойной экипировке выжал 487,6 кг, а без экипировки — 294,8 кг; Андрей Маланичев в одних бинтах приседал с весом 475 кг, в однослойной экипировке — 485 кг.
Общий вклад экипировки в сумму троеборья: на 2025 год экипировочный рекорд мира (IPF) равен 1275,5 кг в категории 120+ кг и установлен Блэйном Самнером в 2019 году, а безэкипировочный рекорд мира IPF в этой же категории равен 1152,5 кг и установлен Хесусом Оливаресом в 2023 году.
| Рекорды троеборья в кат. 120+ (IPF) на 2025 г. | Экипировочный | Безэкипировочный |
| ---------------------------------------------- | ------------- | ---------------- |
| Приседание                                     | 505           | 478              |
| Жим                                            | 425,5         | 291,5            |
| Тяга                                           | 405,5         | 411              |
| Сумма                                          | 1275,5        | 1152,5           |

Абсолютные рекорды в пауэрлифтинге, зафиксированные в рамках любой из федераций или на других официальных мероприятиях за все времена на 2025 год:
| Номинация     | Экипировочный                                                                                            | Безэкипировочный        |
| ------------- | --- | ----------------------- |
| Приседание    | 515 кг (Б. Самнер, 1-слой, бинты) 595 кг (Н. Баптист, многослой, бинты) 525 кг (В. Алхазов, бинты)       | 490 кг (Р. Уильямс)     |
| Жим лёжа      | 455 кг (Б. Самнер, 1-слой) 658 кг (Д. Колб, многослой)                                                   | 355 кг (Д. Мэддокс)     |
| Становая тяга | 457,5 кг (Э. Болтон, многослой) 419,5 кг (Г. Хейзи, однослой)                                            | 487,5 кг (Д. Григсби)   |
| Сумма         | 1296 кг (Б. Самнер, 1-слой, бинты) 1324,5 кг (Д. Хофф, многослой, бинты) 1200 кг (К. Энгельбрехт, бинты) | 1152,5 кг (Х. Оливарес) |

Влияние на результат оказывает не только сама экипировка, но и менее строгие правила выполнения упражнения вне IPF.
В рамках IPF разрешена только однослойная экипировка. Вопрос допустимости использования того или иного элемента экипировки конкретного производителя решается федерацией (IPF).
Использование экипировки только на первый взгляд кажется неким послаблением или обманом. Серьёзное использование экипировки сопряжено со значительными болевыми ощущениями и микротравмами кожи и мышц: комбинезоны для приседаний довольно сильно пережимают ноги, бинты на коленях режут кожу.
В то же время влияние экипировки на становую тягу довольно спорно, поскольку безэкипировочные рекорды в тяге сравнимы с экипировочными или даже превосходят их. В общем случае, экипировка в тяге помогает атлетам со слабой спиной, так, при классической экипировка даёт ощутимую прибавку, так как держит спину в сложных углах, а при технике сумо почти не даёт прибавки из-за изначально более вертикального положении корпуса при срыве. С другой стороны, на результат в становой тяге влияет жёсткость грифа: чем мягче, тем больше он прогибается, тем меньше расстояние на самом тяжёлом отрезке движения. Если в IPF грифы жёсткие и регламентированные, то в других федерациях могут допускаться и мягкие грифы.
Поддерживающая экипировка в «экипировочном» пауэрлифтинге не является обязательной. Спортсмен может выйти на помост в обычном борцовском трико, что довольно часто происходит в становой тяге. Хотя в жиме и приседаниях использование экипировки даёт спортсмену неоспоримое преимущество, поэтому для безэкипировочных спортсменов созданы отдельные дивизионы. Подобное верно и в отношении одно- и многослойной экипировки — не запрещается использование экипировки с меньшим количеством слоёв.
Большинство спортсменов, использующих экипировку, отмечает, что техника выполнения упражнений в экипировке и без неё заметно различаются. Многие «экипировочные» пауэрлифтеры слабо представляют свои возможные максимальные результаты в безэкипировочных движениях. Такие спортсмены, как Сергей Федосиенко, Блэйн Самнер и Андрей Коновалов одинаково успешно выступают как в экипировке, так и без неё. Другие, как Карл Ингвар Кристенсен, специализируются только на экипировочном пауэрлифтинге.

## Допинг в пауэрлифтинге
Влияние допинга, а вернее, отсутствие допинг-контроля на пауэрлифтинг несколько преувеличено. Так, в 2013 году на Суперкубке титанов Евгений Ярымбаш по правилам IPF, но без допинг-контроля собрал сумму троеборья в 1200 кг, в мае 2014 на Чемпионате Европы EPF Карл Ингвар Кристенсен показал эту же сумму, а уже осенью 2014 года — 1230 кг на Чемпионате мира IPF. В этом же году Андрей Коновалов на Чемпионате России набрал сумму в 1190 кг.
В 2014 году на Суперкубке Титанов Андрей Маланичев присел с 485 кг, и на Чемпионате Европы EPF Карл Ингвар Кристенсен в мае того же года показал этот же результат, а осенью превзошёл его — 490 кг.
По заявлению известного пауэрлифтера и стронгмена Алексея Серебрякова, без применения запрещённых препаратов можно поднимать практически те же веса, однако сильно возрастает риск получения травм в период подготовки.

## Оборудование в пауэрлифтинге
- в IPF используются сертифицированные грифы для пауэрлифтинга, в альтернативных федерациях могут использоваться специально сконструированные грифы для отдельных упражнений;
- набор дисков (рекомендовано применять необрезиненные диски, которые имеют меньшую толщину, чем обычные обрезиненные из тяжёлой атлетики, так как для спортсмена высокого класса требуемый вес из обрезиненных дисков может не поместиться на гриф). Диаметр не должен превышать 45 см;
- стойки для жима лёжа и приседаний (могут быть как раздельными, так и универсальными). В альтернативных федерациях может применяться устройство «Монолифт»;
- помост для становой тяги.

## Пауэрлифтинг и олимпийское движение
Большое количество федераций и правил делает практически невозможным включение пауэрлифтинга в Олимпийские игры. Однако пауэрлифтинг — часть Мировых игр, проходящих под покровительством Международного олимпийского комитета. Международная федерация пауэрлифтинга (IPF), проводя международные соревнования, стремится стандартизировать их и включить пауэрлифтинг в Олимпийские игры. В то же время, пауэрлифтинг с 1984 года является Паралимпийским видом спорта.

## Федерации
Количество международных организаций пауэрлифтинга постоянно растёт. Но, несмотря на децентрализацию, которая присуща мировому пауэрлифтингу, наиболее известной и популярной остаётся Международная федерация пауэрлифтинга (International Powerlifting Federation, IPF). IPF считается единственной международной организацией в пауэрлифтинге, которая является членом Ассоциации всемирных игр и Генеральной ассамблеи международных спортивных федераций. Все остальные организации, которые называются «международными», не признаны ведущими мировыми спортивными организациями, поэтому их статус остаётся неопределённым с точки зрения мировой спортивной практики.

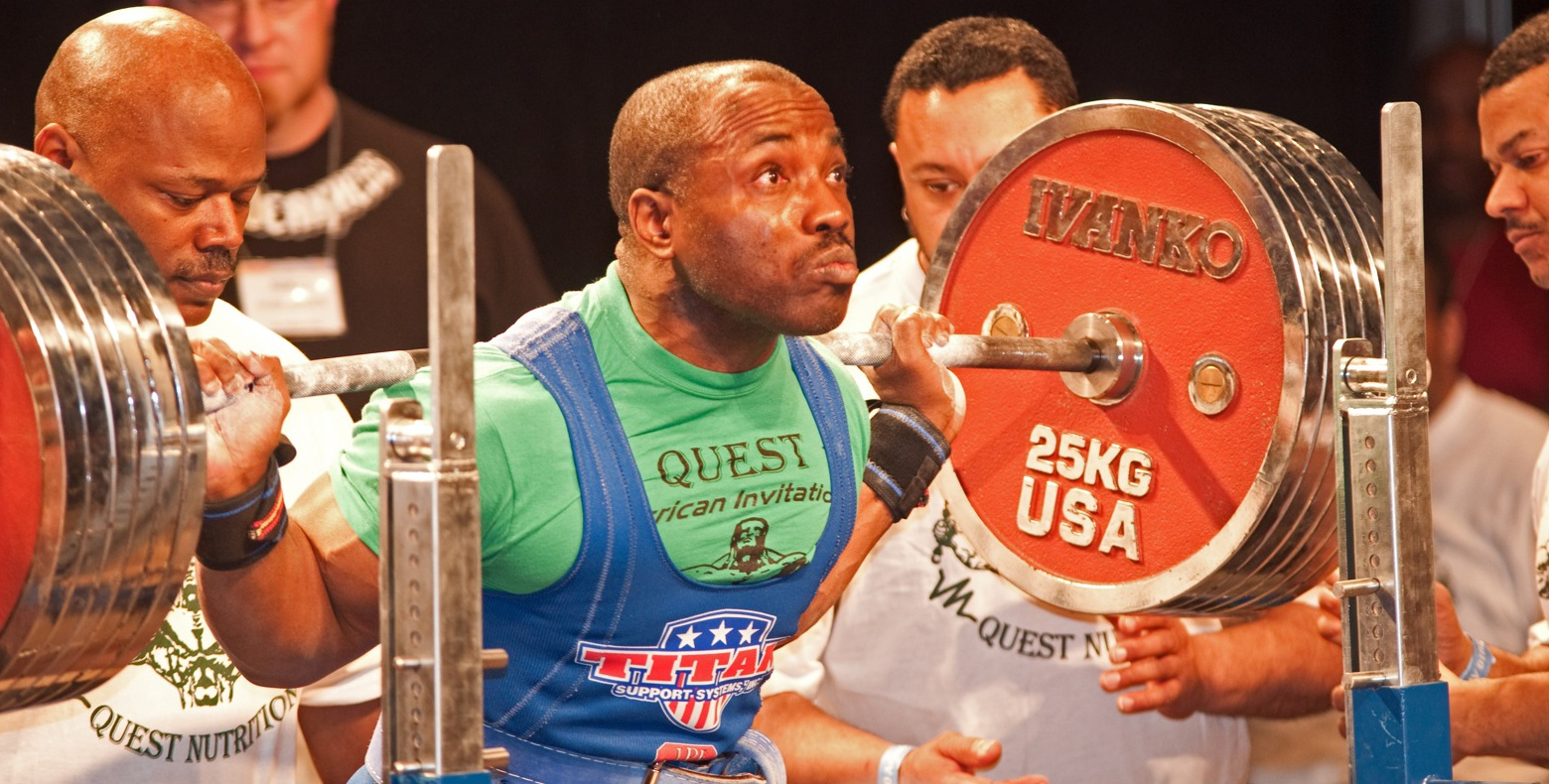
Приседания

В альтернативных федерациях пауэрлифтинга не только разрешена многослойная экипировка, бинты большой длины, но и используются другие послабления для увеличения поднимаемой массы. Например, разрешается под комбинезон для приседания надевать брифсы, использовать майки для жима с открытой спиной. Имеются послабления и в оборудовании — приседания можно выполнять с «монолифта» (спортсмену не нужно отходить со штангой), для тяги используются гибкие грифы (уменьшают амплитуду). Есть послабления и в области правил: приседания могут выполняться только до параллели, при жиме возможен неполный контакт стопы с поверхностью и т. д. Степень жёсткости регламента соревнований изменяется от федерации к федерации.
В то же время, есть федерации или дивизионы внутри федераций для безэкипировочного пауэрлифтинга, т. н. RAW, где, в некоторых случаях, не разрешается применять даже мягкие медицинские коленные бинты.
Допинг-контроль в альтернативных федерациях является добровольным. Есть как «бездопинговые» дивизионы, где есть допинг-контроль, так и «обычные». В рамках организации WPC есть подразделение AWPC (сокращение от Amateur) для соревнований с допинг-контролем. Аналогичный дивизион в рамках WPA называется AWPA (Drug Tested), в Национальной ассоциации пауэрлифтинга — ЛЮБИТЕЛИ. В последнее время применяется такое разделение — дивизионы с допинг-контролем называются «любительские», без контроля — «профессиональные». Список запрещённых препаратов применяется не от WADA, а свой собственный. Санкций к спортсменам из «бездопингового» дивизиона, не прошедшим допинг-контроль, практически не применяется, обычной является практика дисквалификации их в «бездопинговом» дивизионе и автоматический перевод в «обычный» дивизион.
В России аккредитованной Министерством спорта РФ является Федерация пауэрлифтинга России, входящая в IPF. Соревнования, проводимые ФПР, проводятся по регламенту IPF, считающегося самым строгим из всех федераций, и с обязательным допинг-контролем. Федерация пауэрлифтинга России имеет право присваивать официальные спортивные звания. Альтернативные федерации могут также присваивать спортивные звания, но на территории России они не признаются. Изначально IPF проводила соревнования только по экипировочному пауэрлифтингу, но в последние годы на волне интереса к безэкипировочному пауэрлифтингу начала проводить соревнования и по этой разновидности вида спорта, называя её «классическим пауэрлифтингом». С 1 января 2018 года в ФПР появились нормативы по классическому пауэрлифтингу, а также для экипировочного жима лежа.
Спортсмены из ФПР, в случае выступления на соревнованиях альтернативной федерации, дисквалифицируются (первый раз — на год, во второй — пожизненно).

### Рекорды в пауэрлифтинге
В связи с обилием федераций в пауэрлифтинге наблюдается путаница с рекордами.
- официально признанными являются только рекорды IPF и национальных федераций, входящих в IPF. IPF никак не признаёт рекорды, установленные вне официальных соревнований, даже по правилам IPF.
- каждая альтернативная федерация имеет свои рекорды всех уровней — национального, континентального и мирового; эти рекорды могут превышать рекорды IPF, а могут уступать. Должно применяться уточнение — «рекорд мира по версии такой-то федерации». Бывают ситуации, когда при запуске новой федерации рекорд России этой федерации сопоставим с нормативом КМС этой же федерации. Между федерациями могут заключаться соглашения о взаимном признании рекордов. Соответственно, каждая федерация имеет чемпионов мира, континента и страны по своей версии. Если федерации не удаётся привлечь сильных спортсменов на свои соревнования, то возможна ситуация, когда «чемпион мира» показывает результат на уровне МС ФПР или ниже.
- сторонние наблюдатели на основе рекордов федераций могут выводить т. н. «all-time» рекорды — рекорды всех времён и всех федераций. Для этого условия установки рекордов должны быть сопоставимы в разных федерациях — весовая категория, экипировка, допинг-контроль, правила выполнения и тип соревнований (троеборье или одиночное упражнение). Эти рекорды более известны, чем рекорды отдельных федераций.

### Международные федерации
- International Powerlifting Federation (IPF) — старейшая и наиболее авторитетная международная федерация, основана в 1973 г.
  - European Powerlifting Federation (EPF) — европейское подразделение IPF, основана в 1974 г.
  - North American Powerlifting Federation (NAPF) — северо-американское подразделение IPF.
- USA Powerlifting (USAPL) — основана в 1981 братом Бенеттом (Brother Bennett)[14] как ADFPA. Первая федерация, отколовшаяся от USPF (американское подразделение IPF на тот момент), объясняя это необходимостью введения допинг-контроля. В 1997 году вступила в IPF, заменяя вышедшую из-за разногласий USPF и получила нынешнее название. На базе USPF создана федерация International Powerlifting League (IPL).
- Всемирный конгресс пауэрлифтинга (World Powerlifting Congress, WPC) — старейшая и наиболее авторитетная из международных альтернативных федераций. Основана в 1986 Эрни Францем (Ernie Frantz) как международное подразделение APF. Основные отличия от IPF:
 — нет допинг-контроля;
 — разрешено использование монолифта;
 — многослойная экипировка, в том числе из брезента и джинсовой ткани; жимовые майки с открытой спиной; комбинезоны на липучках; коленные бинты до 2,5 м; разрешены брифсы (усиливающие шорты из жёсткой ткани, надеваемые под комбинезон);
 — безэкипировочный дивизион появился намного раньше;
 — специализированные грифы для упражнений.
  - American Powerlifting Federation (APF) — основана в 1982 году Ларри Пацифико (Larry Pacifico) и Эрни Францем (Ernie Frantz) для американских спортсменов, недовольных введением допинг-контроля в IPF с того года. Категорически против любых видов допинг-контроля.
  - World Powerlifting Organization — дивизион в рамках WPC для соревнований спортсменов-профессионалов. Отличается полным отсутствием допинг-контроля, нестандартной экипировкой (даже по меркам WPC) и большими денежными призами.
  - AWPC — Amateur World Powerlifting Congress, дивизион WPC для соревнований с допинг-контролем, создан в 1999 г.
  - AAPF — Amateur American Powerlifting Federation, дивизион APF для соревнований с допинг-контролем.
- Global Powerlifting Committee (GPC) — откололся от WPC в 2002 году, правила немного отличаются от WPC. Наиболее заметное отличие от WPC — разрешены коленные бинты в безэкипировочном дивизионе.
- American Powerlifting Committee (APC) был основан в 2003 году. APC заметна тем, что основала и поддерживает сразу две международные организации — GPA и IPO. Все эти организации имеют сходные правила.
- Global Powerlifting Alliance (GPA) — основана в 2009 году, проводит только безэкипировочные соревнования.
- International Powerlifting Organization (IPO) — основана в 2012, проводит только экипировочные соревнования.
- World Powerlifting Federation (WPF) — откололась от WPC, признаёт только однослойную экипировку из полиэстера. Первый чемпионат Великобритании в 1994 г.
- World Powerlifting Union (WPU) — откололась от WPF в 2006 г., проводит соревнования в одно-и многослойной экипировке и без неё.
- World Powerlifting Alliance (WPA) — основана в 1987 г. как международное подразделение American Powerlifting Association (APA). Проводит соревнования без экипировки и в одно/двухслойной.
- World Drug-Free Powerlifting Federation (WDFPF) — основана в 1988, обязательный допинг-контроль.
- World Association of Bench Pressers and Deadlifters (WABDL) — проводит соревнования по отдельным жиму и тяге, с допинг-контролем.
- Global Powerlifting Federation (GPF) — основана в 2010 на Украине, любительский дивизион с допинг-контролем — GPA (возможна путаница с другой одноимённой федерацией).
- Revolution Powerlifting Syndicate (RPS) — основана в 2011 г. Джином Рычлаком (Gene Rychlak), ставит целью объединение пауэрлифтерского сообщества.
- United Powerlifting Association (UPA) — не путать с Ukrainian Powerlifting Association, в 2008 году создала свой вариант безэкипировочного пауэрлифтинга, который сейчас фактически стал стандартным во многих федерациях (пояс, кистевые бинты, неопреновые наколенники), но есть и экипировочные дивизионы.
- 100 % RAW — первая безэкипировочная федерация, основана в 1999 году, в 2013 объединилась с Anti-Drug Athletes United (ADAU).
- Xtreme Powerlifting Coalition (XPC) — основана в 2011 г., проводит соревнования в одно- и многослойной экипировке, без экипировки в бинтах (RAW Modern) и без бинтов (RAW Classic). Есть дивизион Police для сотрудников силовых структур.
- International RAW Powerlifting (IRP) — основана в 2011 г., только 4 весовых категорий у мужчин и одна у женщин, победитель определяется по формуле Решела.
- International Powerlifting Assosiation (IPA) — основана в 1993 году, девиз «Лифтёры для лифтёров», в экипировочном дивизионе разрешено до двух слоёв, в безэкипировочном запрещены коленные бинты.
- НАП — Национальная ассоциация пауэрлифтинга. Первая международная организация пауэрлифтинга со штаб-квартирой в России. Основана Андреем Репницыным и Андреем Палей в конце 2010 года. На начало 2018 года имеет представительства в России, Израиле, Казахстане, Азербайджане.
- WRPF (World RAW Powerlifting Federation) — основана Кириллом Сарычевым после закрытия турнира «Битва чемпионов».

### Российские федерации
- ФПР — Федерация пауэрлифтинга России (представитель IPF)
- НАП — Национальная ассоциация пауэрлифтинга, также представитель XPC
- Союз пауэрлифтеров России (представитель GPA/IPO; IPL; WRPF)
- RPL — Российская профессиональная лига

### Украинские федерации

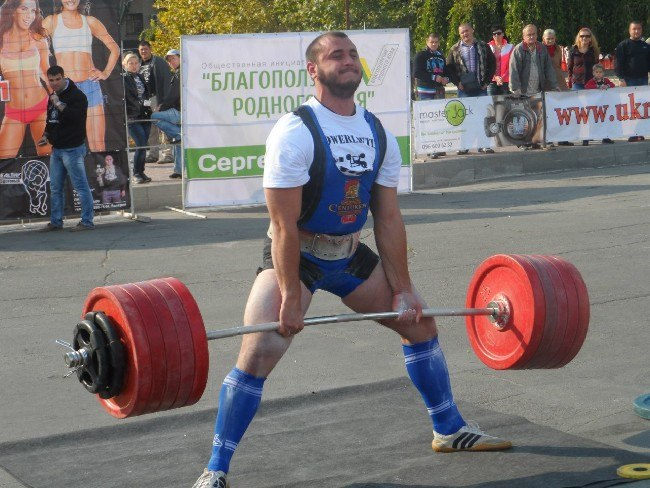
выполнение становой тяги

- Украинская федерация натурального пауэрлифтинга, УФНП — UNPF
- ФПУ, Национальная федерация пауэрлифтинга Украины, ФПУ — IPF
- ВОП, Всеукраинская организация пауэрлифтинга — IPA
- UPC, Комитет пауэрлифтинга Украины
- Украинская бездопинговая федерация пауэрлифтинга, УБФП — UDFPF
- AWPC-WPC — Украина
- GPA-GPF[15] — Украина
- RAW 100 % — Украина
- GPU
- WPAU
- UBF-WPBF
- GSF[16]

### Казахстанские федерации
- Алматинский силовой центр пауэрлифтинга Центурион — федерация WPC/AWPC.
- Кокшетауский силовой центр пауэрлифтинга Бурабай — федерация IPF.
- НАП-Казахстан — Национальная ассоциация пауэрлифтинга в Казахстане.

## Спортивные звания
В ФПР, как официальной организации, присваиваются официальные звания и разряды — 3, 2, 1 разряды, КМС, МС, МСМК, ЗМС. Звания присваивает Министерство спорта Российской Федерации.
В российских альтернативных федерациях имеется похожая система званий, но выше МСМК добавляется звание «Элита». В НАП с 2018 года между званием МСМК и Элита появилось звание ЗМС. При этом нормативы в НАП, кроме Элиты, имеют возрастной градиент — с возрастом (после 40 лет, с шагом в 5 лет) норматив для получения звания, становится ниже. Эти звания следует отличать от званий, присваиваемых Министерством спорта РФ, обычно имеется приписка — «Мастер спорта такой-то федерации» и они имеют признание не у Минспорта, а у Министерства Юстиции Российской Федерации (при соблюдении альтернативной федерацией всех требований и Законов РФ о работе Некоммерческих организаций). Нормативы не совпадают с нормативами ФПР.
В зарубежных федерациях принята иная система званий — 4, 3, 2, 1 классы; Мастер, Элита.

## Пауэрлифтинг в кинематографе
- Американский актёр Брайан Томпсон в 1988 году сыграл в фильме «Миля чудес» («Волшебная миля») роль пауэрлифтера.
- Первый художественный фильм о девушке-пауэрлифтере — «Всё, что она может».
- В сериале «Фитнес» 2018 года главный герой (тренер) Олег соревнуются в силовом троеборье с «Чемпионом Москвы», и одерживает победу, так как его оппонент поддался Олегу.

## Весовые категории

### IPF/ФПР
| Мужчины   | Мужчины                  |
| --------- | ------------------------ |
| Категория | Диапазон                 |
| 53 кг     | до 53.0 кг               |
| 59.0 кг   | от 53.01 кг до 59.0 кг   |
| 66.0 кг   | от 59.01 кг до 66.0 кг   |
| 74.0 кг   | от 66.01 кг до 74.0 кг   |
| 83.0 кг   | от 74.01 кг до 83 кг     |
| 93.0 кг   | от 83.01 кг до 93.0 кг   |
| 105.0 кг  | от 93.01 кг до 105.0 кг  |
| 120.0 кг  | от 105.01 кг до 120.0 кг |
| 120.0+ кг | от 120.01 кг и выше.     |

| Женщины   | Женщины                |
| --------- | ---------------------- |
| Категория | Диапазон               |
| 43.0 кг   | до 43.0 кг             |
| 47.0 кг   | от 43.01 кг до 47.0 кг |
| 52.0 кг   | от 47.01 кг до 52.0 кг |
| 57.0 кг   | от 52.01 кг до 57.0 кг |
| 63.0 кг   | от 57.01 кг до 63.0 кг |
| 69.0 кг   | от 63.01 кг до 69.0 кг |
| 76.0 кг   | от 69.01 кг до 76.0 кг |
| 84.0 кг   | от 76.01 кг до 84.0 кг |
| 84.0+ кг  | от 84.01 кг и выше.    |

### WPC/AWPC и другие альтернативные федерации
| Мужчины   | Мужчины                  |
| --------- | ------------------------ |
| Категория | Диапазон                 |
| 52 кг     | -                        |
| 56.0 кг   | от 52.01 кг до 56.0 кг   |
| 60.0 кг   | от 56.01 кг до 60.0 кг   |
| 67.5 кг   | от 60.01 кг до 67.5 кг   |
| 75.0 кг   | от 67.51 кг до 75.0 кг   |
| 82.5 кг   | от 75.01 кг до 82.5 кг   |
| 90.0 кг   | от 82.51 кг до 90.0 кг   |
| 100.0 кг  | от 90.01 кг до 100.0 кг  |
| 110.0 кг  | от 100.01 кг до 110.0 кг |
| 125.0 кг  | от 110.01 кг до 125.0 кг |
| 140.0 кг  | от 125.01 кг до 140.0 кг |
| 140.0+ кг | от 140.01 кг и выше.     |

| Женщины   | Женщины                |
| --------- | ---------------------- |
| Категория | Диапазон               |
| 44.0 кг   | до 44.0 кг             |
| 48.0 кг   | от 44.01 кг до 48.0 кг |
| 52.0 кг   | от 48.01 кг до 52.0 кг |
| 56.0 кг   | от 52.01 кг до 56.0 кг |
| 60.0 кг   | от 56.01 кг до 60.0 кг |
| 67.5 кг   | от 60.01 кг до 67.5 кг |
| 75.0 кг   | от 67.51 кг до 75.0 кг |
| 82.5 кг   | от 75.01 кг до 82.5 кг |
| 90.0 кг   | от 82.51 кг до 90.0 кг |
| 90.0+ кг  | от 90.01 кг и выше.    |